# جامع عتيق علي باشا
جامع الغازي عتيق علي باشا (بالتركية الحديثة: Gazi Atik Ali Paşa Camii) هو جامع عثماني قديم، يقع في حي تشنبرلي طاش ببلدية الفاتح في مدينة إسطنبول التركية.

## تاريخ الجامع
بدأ تشييد الجامع سنة 1496، بأمر من علي باشا الخادم (الذي تولى الصدارة العظمى للسلطان سليمان القانوني فيما بعد)، وتم التشييد في العام التالي، وذلك في عهد السلطان بايزيد الثاني.

## السمات المعمارية
للجامع قبة عالية، وفيه رواق قائم على ستة أعمدة، منها أربعة من الرخام واثنان من الغرانيت.

## معرض صور

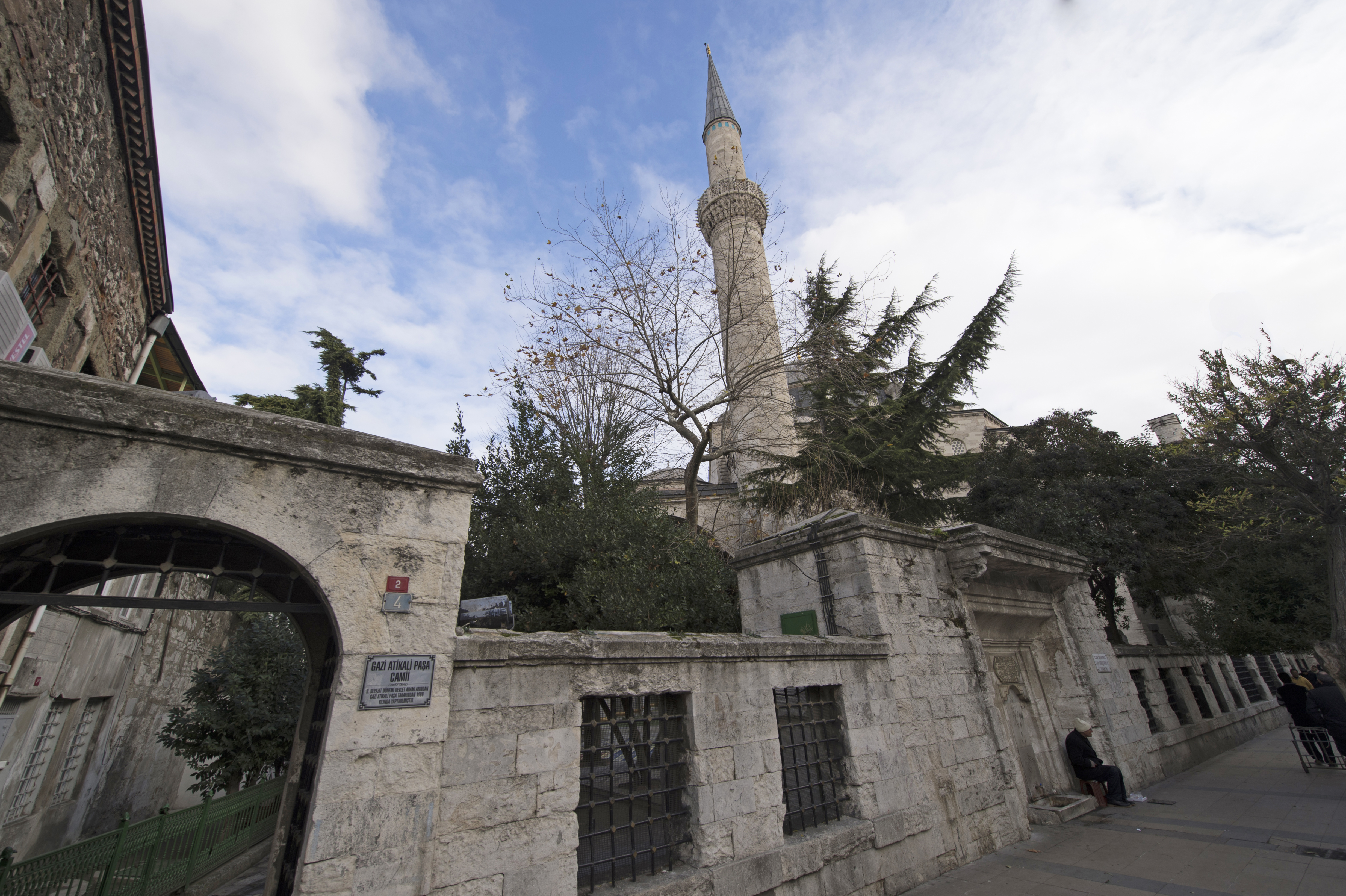
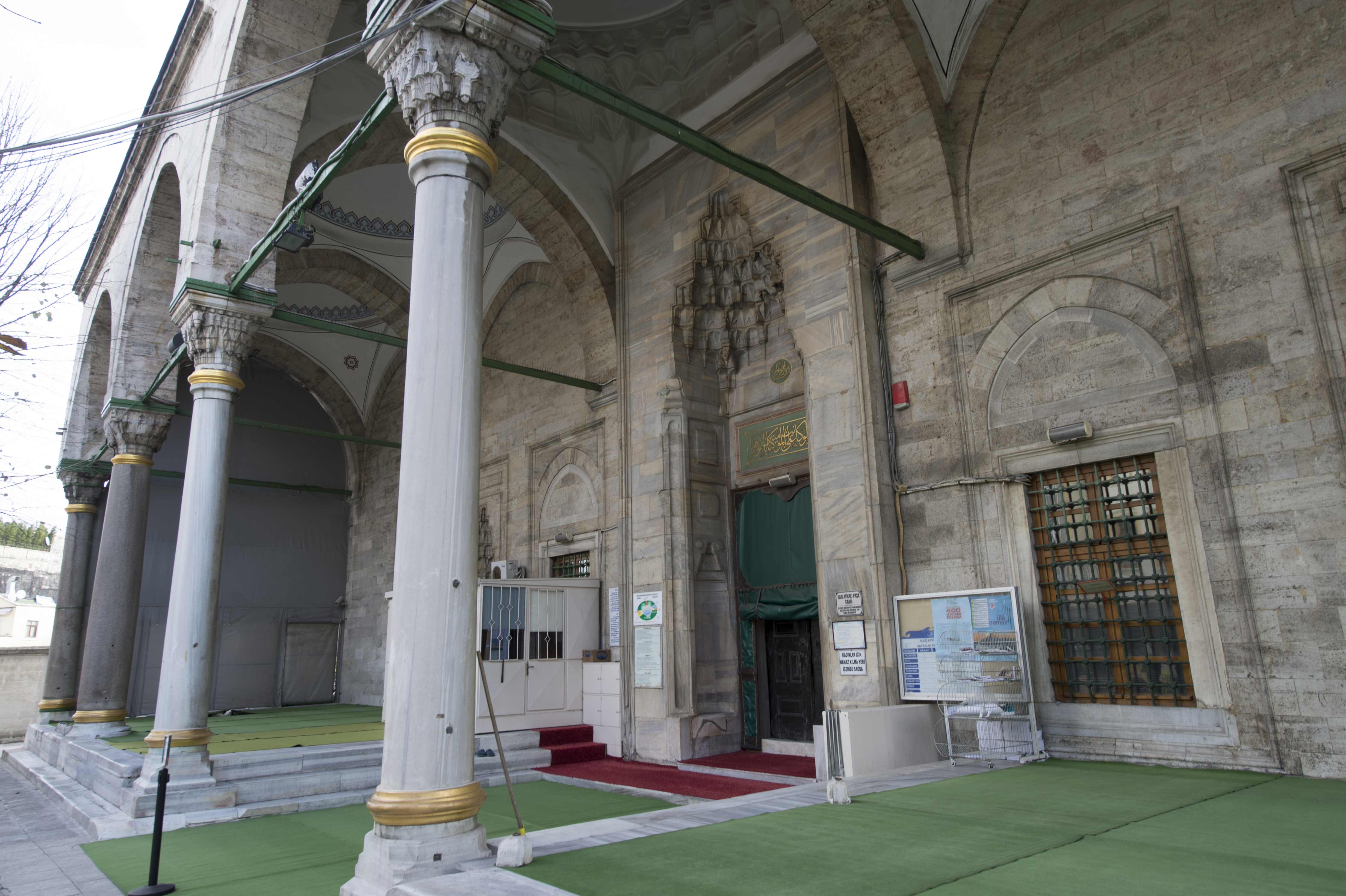
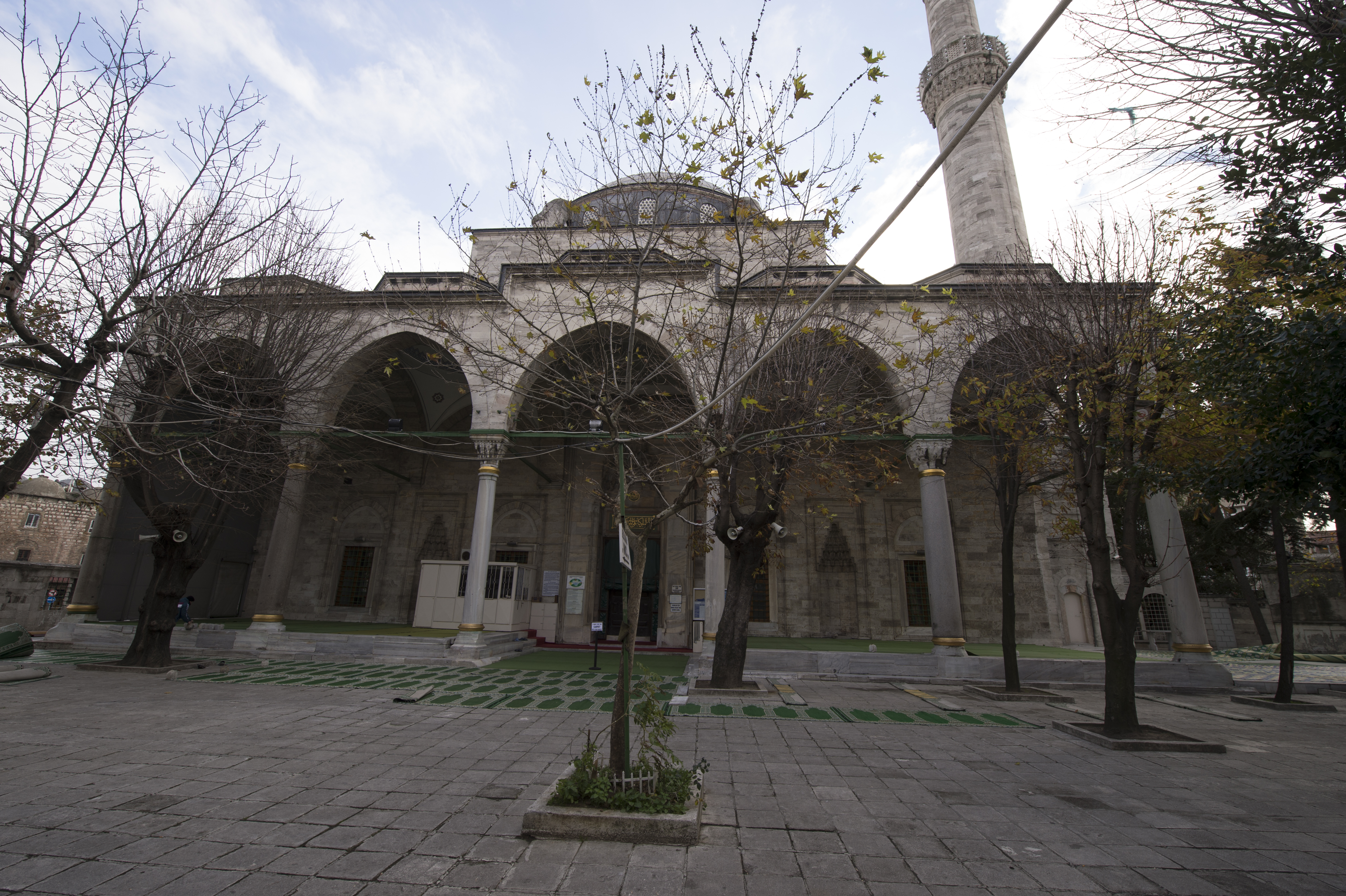
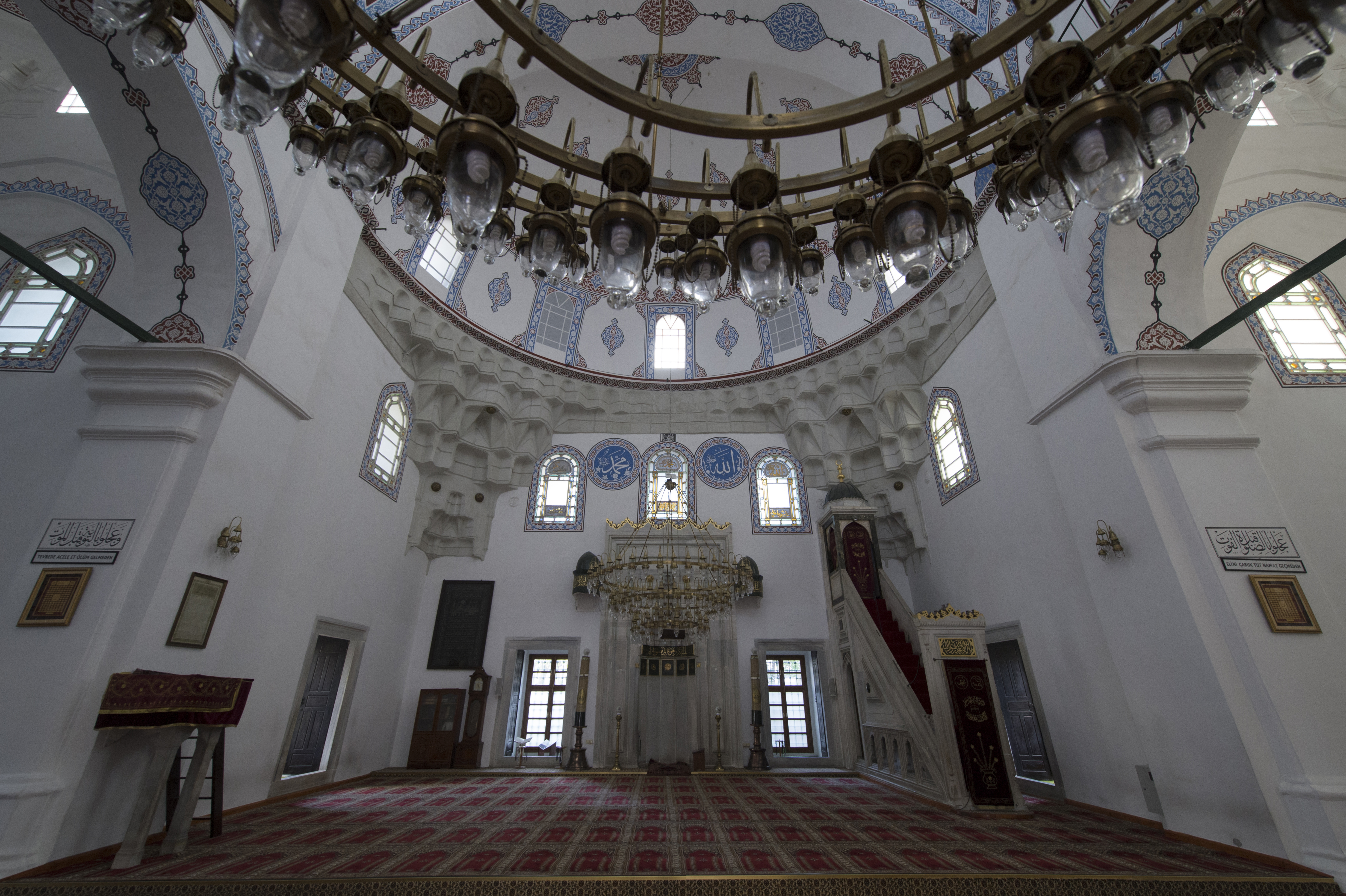
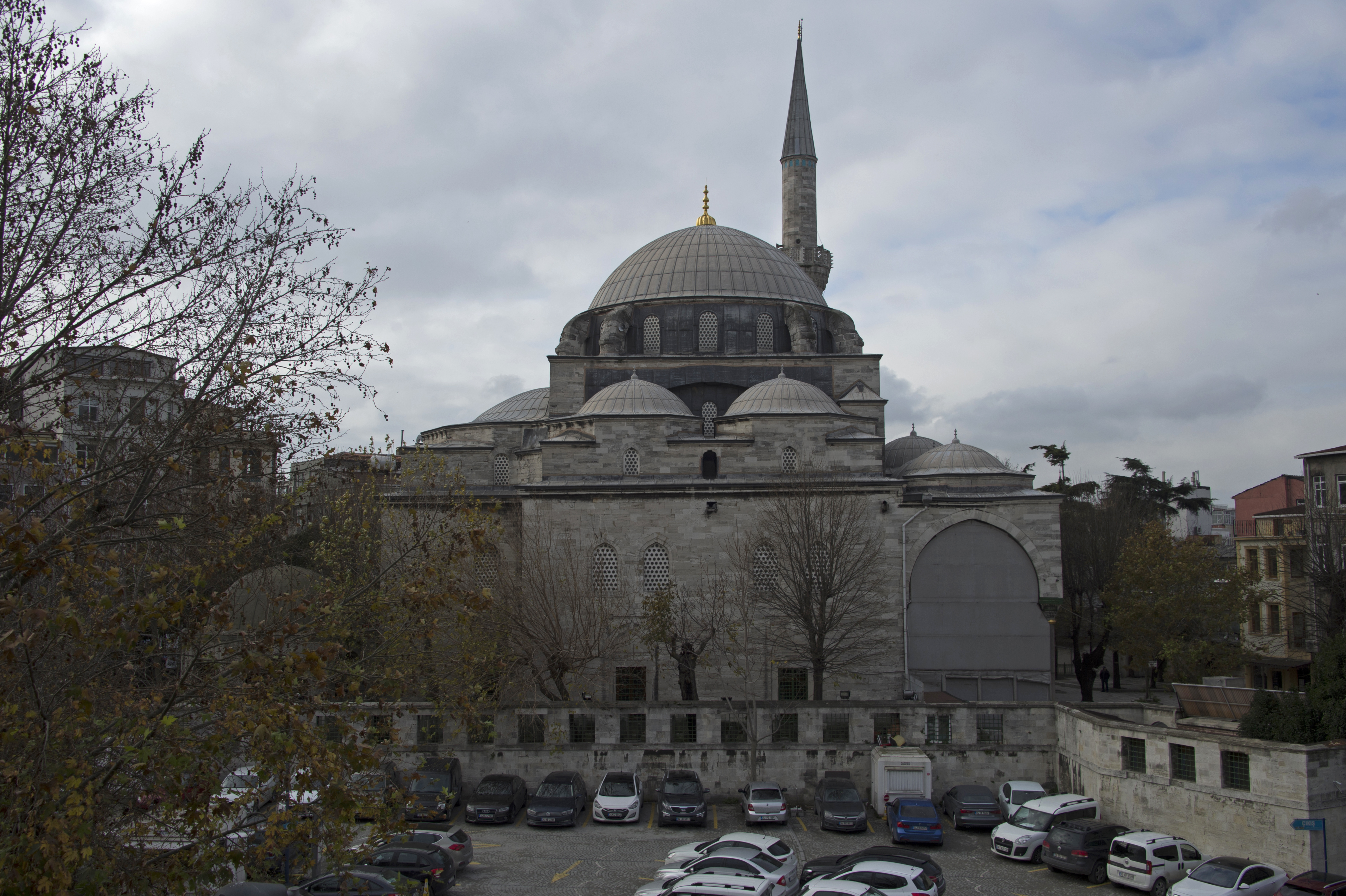